# Las Fraguas (Cantabria)

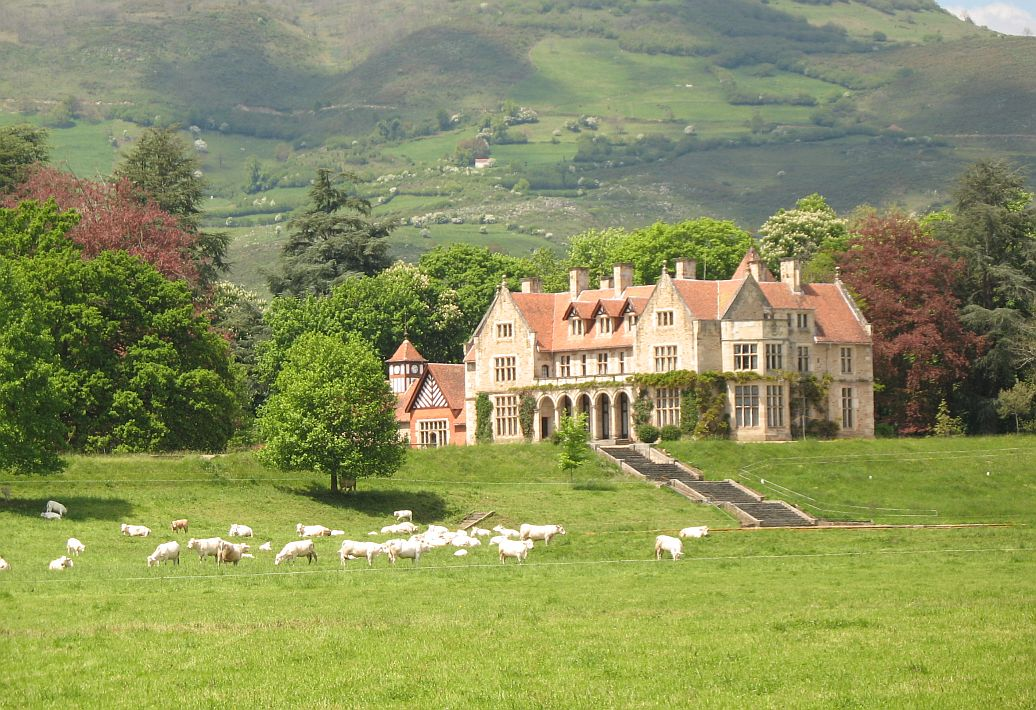
Palacio de los Hornillos, en la localidad de Las Fraguas (Arenas de Iguña).

Las Fraguas es una localidad del municipio de Arenas de Iguña (Cantabria, España). En el año 2024 contaba con una población de 120 habitantes (INE). Las Fraguas está a una distancia de 0,6 kilómetros de la capital municipal, Arenas de Iguña, y está situada a una altitud de 180 metros.
Destaca del lugar el palacio de los Hornillos (1897-1904), construido por Mariano Fernández de Henestrosa y Ortiz de Mioño, duque de Santo Mauro, lugar de veraneo actual de la marquesa de Santa Cruz. Fue el lugar donde se rodaron los exteriores de la película dirigida por Alejandro Amenábar titulada Los otros. Dentro del palacio se encuentran las esculturas orantes de los Acebedos, que fueron declaradas Bien de Interés Cultural con la categoría de mueble en el año 2003.
También destaca, a poca distancia del palacio, la iglesia de San Jorge, construida a modo de templo griego, conocida con el apelativo de El Partenón. 